# René Joliet
René Joliet (17 januari 1938 - 15 juli 1995) was een Belgisch rechtsgeleerde, hoogleraar en rechter bij het Europees Hof van Justitie.

## Biografie
René Joliet was hoogleraar (1974-1984) en buitengewoon hoogleraar (1984-1995) recht van de Europese Gemeenschappen aan de rechtenfaculteit van de Universiteit van Luik. Hij doceerde tevens aan het King's College in Londen en het Europacollege in Brugge en was gasthoogleraar in Nancy en aan de Universiteit van Amsterdam, de Université catholique de Louvain en de Northwestern-universiteit in Chicago.
Van 1984 tot zijn overlijden in 1995 was hij rechter bij het Europees Hof van Justitie.